# Hizivșciîna, Liubar
Hizivșciîna (în ucraineană Гізівщина) este localitatea de reședință a comunei Hizivșciîna din raionul Liubar, regiunea Jîtomîr, Ucraina.

## Demografie
Componența lingvistică a localității Hizivșciîna
     Ucraineană (98,75%)
     Rusă (1,25%)
Conform recensământului din 2001, majoritatea populației localității Hizivșciîna era vorbitoare de ucraineană (98,75%), existând în minoritate și vorbitori de rusă (1,25%).